# Comuna de Grodzisk Mazowiecki
Grodzisk Mazowiecki (polaco: Gmina Grodzisk Mazowiecki) é uma gminy (comuna) na Polónia, na voivodia de Mazóvia e no condado de Grodziski (mazowiecki). A sede do condado é a cidade de Grodzisk Mazowiecki.
De acordo com os censos de 2006, a comuna tem 37 437  habitantes, com uma densidade 349,8 hab/km².

## Área
Estende-se por uma área de 107,03 km², incluindo:
- área agricola: 84%
- área florestal: 7%

## Demografia
Dados de 30 de Junho 2005:
|                      | Total   | Total | Mulheres | Mulheres | Homens  | Homens |
| -------------------- | ------- | ----- | -------- | -------- | ------- | ------ |
|                      | pessoas | %     | pessoas  | %        | pessoas | %      |
| População            | 36 922  | 100   | 19 514   | 52,9     | 17 408  | 47,1   |
| Densidade (pop./km²) | 345     | 100   | 180,2    | 180,2    | 160,5   | 160,5  |

De acordo com dados de 2002, o rendimento médio per capita ascendia a 1415,69 zł.

## Subdivisões
- Adamowizna, Chlebnia, Chrzanów Duży, Chrzanów Mały, Czarny Las, Izdebno Kościelne, Nowe Izdebno, Janinów, Kady, Kałęczyn, Nowe Kłudno, Stare Kłudno, Kozerki, Nowe Kozery, Stare Kozery, Kraśnicza Wola, Książenice, Makówka, Marynin, Natolin, Odrano-Wola, Opypy, Radonie, Szczęsne, Tłuste, Urszulin, Wężyk, Władków, Wólka Grodziska, Zabłotnia, Żuków.

## Comunas vizinhas
- Baranów, Błonie, Brwinów, Jaktorów, Milanówek, Nadarzyn, Radziejowice, Żabia Wola